# Velamazán
Velamazán – gmina w Hiszpanii, w prowincji Soria, w Kastylii i León, o powierzchni 71,59 km². W 2011 roku gmina liczyła 98 mieszkańców.